# Халапур
Халапур — переписной город в округе Райгад в индийском штате Махараштра. Является пригородом Карджата. Индустриально развитый город с несколькими предприятиями химической и сталелитейной промышленности.

## Лингвистические исследования
Халапур получил всемирную известность в среде социолингвистов после того, как Джоном Гамперцем там были проведены исследования связей между социальными и диалектными отличиями.
Гамперц выбрал Халапур местом изучения речевых образцов из-за того, что в этом небольшом поселении живут представители 31 касты, от брахманов и раджпутов до чамар и бханги. Около 90 % населения исповедовали индуизм, а оставшиеся 10 % были мусульманами. Гамперц обнаружил, что касты отличаются как фонетически, так и лексически, у каждой имелся свой словарь. Он обратил внимание на то, что отличия между индусами и мусульманами находились примерно на одном уровне с отличиями двух «престижных» каст, и были значительно меньше, чем в идиолектах неприкасаемых и членов «престижных» каст.
Гамперц заметил, что люди из низших каст имитируют произношение статусных жителей, что со временем порождает отличия между престижным и стандартизированным языками (престижные слои населения стремятся лингвистически отделить себя от непрестижных). Кроме того, ведущим фактором в определении доминирующих образцов речи Гамперц определил неформальное дружеское общение, а не рабочие контакты.